# Прапор Корсунь-Шевченківського району
Пра́пор Ко́рсунь-Шевче́нківського райо́ну — офіційний символ Корсунь-Шевченківського району Черкаської області, затверджений 14 листопада 2001 року рішенням сесії Корсунь-Шевченківської районної ради.

## Опис
Прапор — це прямокутне полотнище малинового кольору зі співвідношенням сторін 2:3, у верхній древковій частині якого розміщено герб району.